# František Jindřich I. Šlik
František Jindřich I. Josef hrabě Šlik z Holíče a Pasounu (Franz Heinrich I. Josef Reichsgraf Schlik zu Bassano) (28. února 1696 – 9. ledna 1766) byl český šlechtic a rakouský politik. Díky rodinnému zázemí se od dětství pohyboval v prostředí císařského dvora, v letech 1741–1746 zastával funkci nejvyššího maršálka Českého království. Po strýci Františku Josefu Šlikovi byl od roku 1740 majitelem rozsáhlých statků ve východních Čechách (Kopidlno), v rámci rodového dědictví na panství Veliš mu patřily také Prachovské skály.

## Životopis

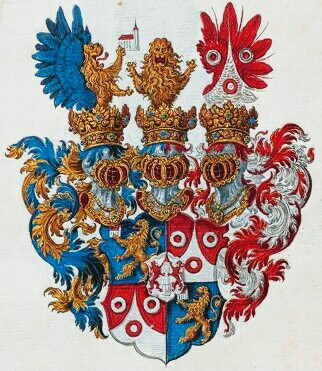
Erb rodu Šliků

Pocházel z významného šlechtického rodu Šliků, narodil se jako jediný syn českého nejvyššího kancléře Leopolda Antonína Šlika a jeho manželky Marie Josefy Vratislavové z Mitrovic. Díky vlivnému postavení svého otce byl předurčen ke kariéře ve státních službách a již ve čtrnácti letech byl jmenován císařským komorníkem (1710). Dosáhl také pečlivého vzdělání a současníci zmiňovali jeho přehled. Od roku 1720 byl dvorním radou a během korunovace Karla VI. v Praze byl pasován rytířem sv. Václava. V roce 1738 byl jmenován tajným radou. Na počátku války o rakouské dědictví na rozdíl od mnoha jiných zachoval věrnost Marii Terezii a v letech 1741–1746 zastával funkci nejvyššího maršálka Českého království, v návaznosti na to obdržel titul skutečného tajného rady (1742). V roce 1743 byl principiálním komisařem u českého zemského sněmu, při příležitosti korunovace Marie Terezie na českou královnu hostil mladou panovnici ve svém pražském paláci (1743). Z finančních důvodů se nakonec vzdal veřejných aktivit a odešel do soukromí na své statky ve východních Čechách.

## Majetkové a rodinné poměry

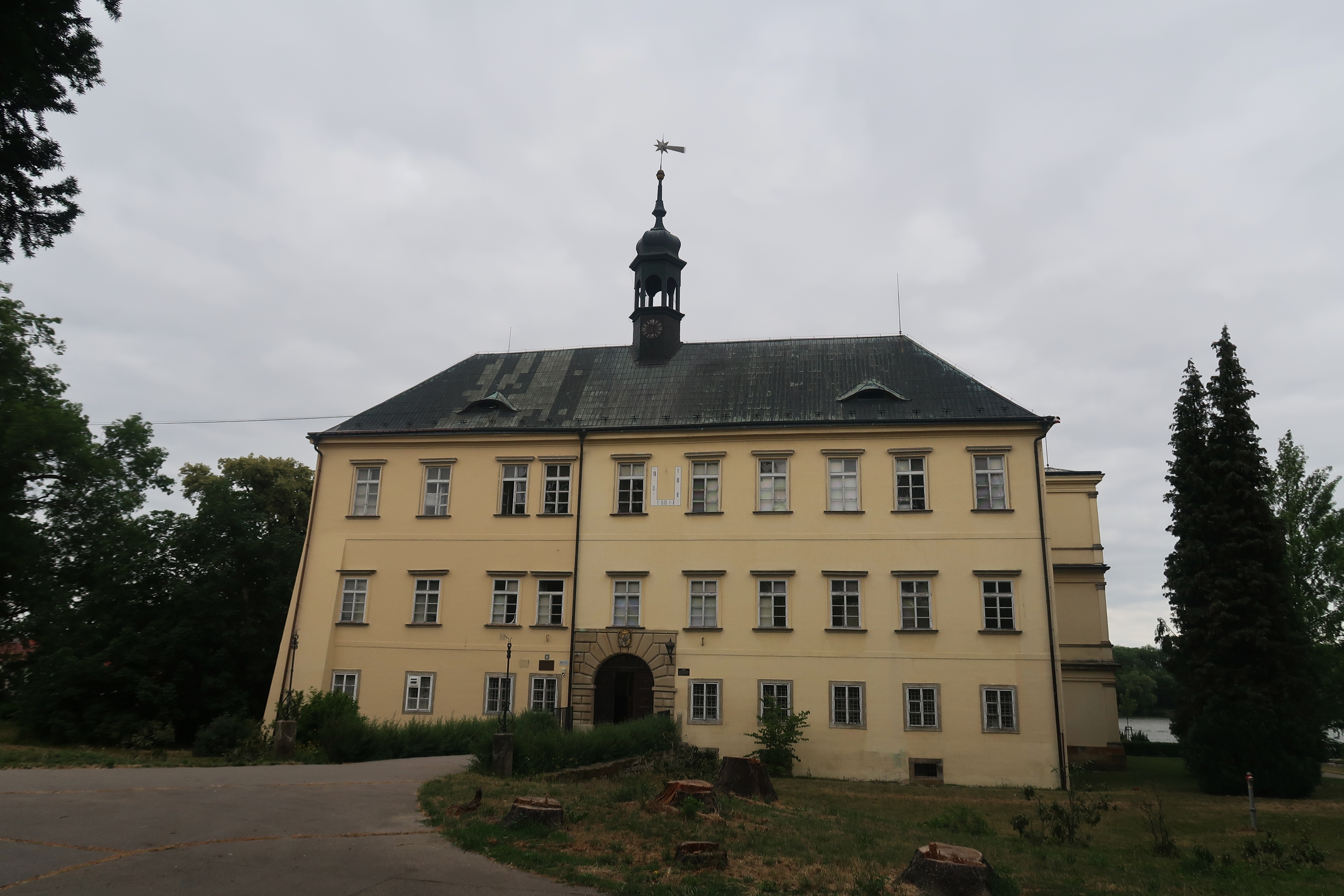
Zámek Kopidlno, hlavní sídlo hrabat Šliků

Po otci zdědil panství Radim u Kouřimi, byl také majitelem paláce ve Vídni a letní rezidence v Laxenburgu. Po smrti strýce Františka Josefa Šlika (1740) zdědil rodový fideikomis (Veliš, Kopidlno), do té doby byl uživatelem apanáže z výnosu fideikomisu. Kromě fideikomisu se snažil uplatnit nárok i na další část majetku (Jičíněves, Vokšice), kterou zdědila manželka zemřelého Františka Josefa. Soudní spor trval pět let a nakonec vyzněl ve prospěch vdovy po Františku Josefu Šlikovi. František Jindřich navíc kvůli zadlužení musel z otcovského dědictví prodat Radim (1750). Příprava k prodeji radimského panství proběhla již v roce 1747 pořízením podrobného inventáře (k panství tehdy patřilo šest vesnic), ve veřejné dražbě koupila Radim hraběnka Augusta Kinská. Přes finanční obtíže budoval na východočeských statcích barokní krajinu, čímž pokračoval v započatém díle svého strýce Františka Josefa Šlika.
Během korunovace Karla VI. v Praze se v červenci 1723 oženil s hraběnkou Eleonorou z Trauttmansdorffu (1701–1769), dcerou Františka Václava z Trauttmansdorffu. Měli spolu šest dětí, z nichž čtyři zemřely v dětství. Dědicem majetku se stal jediný syn Leopold Jindřich František (1729–1770). Dcera Marie Anna (1725–1781) se provdala za generálmajora Franze Aloise Hagera von Altensteig (1722–1812), velitele olomoucké pevnosti.